# Freguesia de São Lázaro (Macau)
A Freguesia de São Lázaro é uma das sete freguesias de Macau e localiza-se no centro-este da Península de Macau. Ela não tem quaisquer poderes administrativos, sendo reconhecido pelo Governo como uma mera divisão regional e simbólica de Macau.
É a menor freguesia da RAEM, possuindo somente uma área de 0,60 km², o que corresponde a 6,45% da área da Península (com aproximadamente 9,3 km²). Possui uma população de 26,9 mil habitantes, e uma densidade populacional de 42 mil habitantes por quilómetro quadrado.
Faz fronteira a norte com a Freguesia de Nossa Senhora de Fátima, a oeste com a Freguesia de Santo António e a sul com a Freguesia da Sé. Cerca de um terço desta freguesia está ocupada pela Colina da Guia, onde estão localizados as famosas Fortaleza, Capela e Farol da Guia. Predomina as áreas residenciais nesta pequena freguesia.

## Edifícios e locais famosos que se encontram na Freguesia de São Lázaro
- Fortaleza, Capela e Farol da Guia
- Igreja de S. Lázaro
- Parque Municipal da Colina da Guia
- Teleférico da Guia
- Jardim da Flora
- Túnel da Guia
- Estrada de Cacilhas
- Avenida do Conselheiro Ferreira de Almeida